# Shields (Familienname)
Shields ist ein englischer Familienname.

## Namensträger
- Alan Shields (1944–2005), US-amerikanischer Künstler
- Allen Shields (1927–1989), US-amerikanischer Mathematiker
- Albert F. Shields (1908–1974), US-amerikanischer Ingenieur
- Alice Shields (* 1943), US-amerikanische Komponistin
- Andrew Shields, britischer Physiker
- Arthur Shields (1896–1970), irischer Schauspieler
- Benjamin Glover Shields (1808–1850), US-amerikanischer Politiker
- Brooke Shields (* 1965), US-amerikanische Schauspielerin
- Carol Shields (1935–2003), kanadische Schriftstellerin
- Chris Shields (* 1990), irischer Fußballspieler
- Christopher Shields (* 1958), US-amerikanischer Philosophiehistoriker
- Claressa Shields (* 1995), US-amerikanische Boxerin
- Colin Shields (* 1980), britischer Eishockeyspieler
- David Shields (Autor) (* 1956), US-amerikanischer Schriftsteller
- David Shields (Eishockeyspieler) (* 1991), US-amerikanischer Eishockeyspieler
- Ebenezer J. Shields (1778–1846), US-amerikanischer Politiker
- Frank Shields (1909–1975), US-amerikanischer Tennisspieler und Schauspieler
- Griffin Shields (* 1995), US-amerikanischer Volleyballspieler
- Harry Shields (1899–1971), US-amerikanischer Jazz-Klarinettist
- Jake Shields (* 1979), US-amerikanischer Mixed-Martial-Arts-Kämpfer
- James Shields (Politiker, 1762) (1762–1831), US-amerikanischer Politiker (Ohio)
- James Shields (Politiker, 1806) (1806–1879), US-amerikanischer General und Politiker (Illinois, Minnesota, Missouri)
- James Shields (Baseballspieler) (* 1981), US-amerikanischer Baseballspieler
- Jimmy Shields (Fußballspieler) (Robert James Shields; 1931–2020), nordirischer Fußballspieler
- Jimmy Shields (Basketballspieler) (James Charles Shields; * 1970), amerikanisch-deutscher Basketballspieler
- Joanna Shields, Baroness Shields (* 1962), britische Wirtschaftsmanagerin und Politikerin (Conservative Party), Life Peeress
- Joe Shields (* 1961), US-amerikanischer Grafiker und Musiker
- John K. Shields (1858–1934), US-amerikanischer Politiker
- John V. Shields († 2014), US-amerikanischer Manager
- Kevin Shields (* 1963), US-amerikanischer Musiker und Produzent
- Larry Shields (Lawrence James Shields; 1893–1953), US-amerikanischer Jazz-Klarinettist
- Lawrence Shields (Politiker) (1894–1976), US-amerikanischer Politiker
- Lawrence Shields (Leichtathlet) (1895–1976), US-amerikanischer Mittelstreckenläufer
- Lonnie Shields (* 1956), US-amerikanischer Bluesmusiker
- Nicole Shields (* 1999), neuseeländische Radrennfahrerin
- Paul Shields (1933–2016), US-amerikanischer Mathematiker
- Ronnie Shields (* 1958), US-amerikanischer Boxer und Boxtrainer
- Sam Shields (* 1987), US-amerikanischer American-Football-Spieler
- Shavon Shields (* 1994), US-amerikanisch-dänischer Basketballspieler
- Solomon Shields (* 1989), englischer Fußballspieler
- Steve Shields (* 1972), kanadischer Eishockeyspieler
- Susan Shields (* 1952), US-amerikanische Schwimmerin
- Teri Shields (1933–2012), US-amerikanische Schauspielerin und Produzentin
- Tom Shields (* 1991), US-amerikanischer Schwimmer
- Wayne Shields (* 1975), südafrikanischer Lichttechniker, Beleuchter und Kameramann
- Will Shields (* 1971), US-amerikanischer American-Football-Spieler
- Willow Shields (* 2000), US-amerikanische Schauspielerin